# Alt Bennebek
Alt Bennebek település Németországban, Schleswig-Holstein tartományban. Lakosainak száma 332 fő (2023. december 31.).

## Népesség
A település népességének változása:
| Lakosok száma | 341  | 345  | 322  | 332  | 325  | 333  | 332  |
|               | 1975 | 2014 | 2017 | 2019 | 2021 | 2022 | 2023 |